# (25916) 2001 CP44
2001 سي بي 44 (ويعرف أيضًا باسم (25916) 2001 سي بي 44 وفق تسمية الكوكب الصغير) (بالإنجليزية: 2001 CP44)‏ هو كويكب ضمن حزام الكويكبات؛ وترتيبه 25916 من حيث الاكتشاف.
اكتُشف هذا الجُرم الفلكي بواسطة بحث لنكولن عن الكويكبات القريبة من الأرض في 15 فبراير 2001.

## وصلات خارجية
- (25916) 2001 CP44 في قاعدة بيانات مختبر الدفع النفاث لأجرام النظام الشمسي الصغيرة

- الاكتشاف · مخطط المدار ·  العناصر المدارية · المعلمات المادية

- (25916) 2001 CP44 على موقع ويكي سكاي: DSS2, SDSS, GALEX, IRAS, Hydrogen α, X-Ray, Astrophoto, Sky Map, Articles and images